# Badis badis
Badis badis es una especie de pez del género Badis, familia Badidae. Fue descrita científicamente por Hamilton en 1822.
Se distribuye por Asia: río Ganges en India, Bangladés y Nepal, desde el río Yamuna hasta el río Mahanadi; también en Assam, Bután y Pakistán. La longitud total (TL) es de 7,1 centímetros con un peso máximo de 2,58 gramos. Habita en ríos, estanques, pantanos y acequias y su dieta se compone de gusanos, crustáceos e insectos.
Está clasificada como una especie marina inofensiva para el ser humano.